# Nikola Milojević (tennis)
Ne doit pas être confondu avec le joueur de football Nikola Milojević.
Nikola Milojević (en alphabet cyrillique serbe : Никола Милојевић ; en alphabet latin serbe : Nikola Milojević), né le 19 juin 1995 à Belgrade (Yougoslavie, actuelle Serbie), est un joueur de tennis serbe, professionnel depuis 2013.

## Carrière
Nikola Milojević remporte en 2009 le tournoi des Petits As, puis les Championnats d'Europe à Plzeň. Il atteint en 2012 les quarts de finale du tournoi junior de Wimbledon et remporte fin décembre l'Abierto Juvenil Mexicano en simple et en double. Il devient numéro 1 mondial le 7 janvier 2013 à la suite de son succès au Coffee Bowl au Costa Rica. Quart de finaliste à l'Open d'Australie, il participe à deux finales à Umag et au Trophée Juan Carlos Ferrero puis s'impose à Casablanca. Tête de série no 2 à Roland-Garros, il s'incline en demi-finale contre Alexander Zverev, tandis qu'à Wimbledon, il est battu en quarts par le futur vainqueur Gianluigi Quinzi. Il passe professionnel en septembre et remporte le premier tournoi auquel il participe à Marathon en Grèce.
Invité au tournoi ATP de Düsseldorf en 2014, il bat le qualifié Mirza Bašić au premier tour avant de s'incliner contre Ivo Karlović. Finaliste à 10 reprises dans des tournois ITF en 2015, il en remporte cinq dont quatre consécutifs en fin d'année en Tunisie. Il débute également sur le circuit Challenger mais il ne dépasse pas le stade des quarts de finale. En 2016, en revanche, il parvient en demi-finale à Ferghana et Pune et remporte deux tournois en Égypte.
En 2017, il participe à ses premières finales en Challenger à Nouméa contre Adrian Mannarino en janvier, Tempe en février et Ferghana en juin. Classé seulement 7e joueur serbe, il est sélectionné début 2018 pour le premier tour de la Coupe Davis où il joue en double avec Miljan Zekić contre les États-Unis.
En 2018, il remporte son premier tournoi Challenger à Ferghana. En août 2019, il remporte un second titre Challenger à Liberec.
En 2019, il est repêché dans le tableau principal de l'ATP 250 de Moscou, à la suite du forfait de Daniil Medvedev. Il y gagne son premier match sur le circuit principal face au Russe Alen Avidzba.
En 2020, il se qualifie pour la première fois dans le tableau principal d'un tournoi du Grand Chelem à Roland-Garros. Il y bat au premier tour son compatriote Filip Krajinović, 29e mondial.

## Parcours dans les tournois duGrand Chelem

### En simple
| Année | Open d'Australie | Open d'Australie        | Internationaux de France | Internationaux de France | Wimbledon | Wimbledon          | US Open | US Open           |
| ----- | ---------------- | ----------------------- | ------------------------ | ------------------------ | --------- | ------------------ | ------- | ----------------- |
| 2016  | —                | —                       | Q1                       | Steve Darcis             | —         | —                  | Q1      | Mitchell Krueger  |
| 2017  | Q1               | Julien Benneteau        | —                        | —                        | Q2        | Peter Gojowczyk    | Q1      | Peter Gojowczyk   |
| 2018  | Q1               | Stefano Travaglia       | Q1                       | Juan Ignacio Londero     | Q1        | Jason Jung         | Q3      | Marcel Granollers |
| 2019  | Q1               | Pedja Krstin            | Q2                       | Mathias Bourgue          | Q1        | Mikael Torpegaard  | Q2      | Grégoire Barrère  |
| 2020  | Q3               | Quentin Halys           | 2e tour (1/32)           | Aljaž Bedene             | Annulé    | Annulé             | —       | —                 |
| 2021  | Q2               | Federico Ferreira Silva | Q2                       | Maximilian Marterer      | Q3        | Arthur Rinderknech | —       | —                 |
| 2022  | 1er tour (1/64)  | Mackenzie McDonald      |                          |                          |           |                    |         |                   |

N.B. : à droite du résultat se trouve le nom de l'ultime adversaire.

## Parcours enCoupe Davis
| #                                                          | Date          | Lieu | Surface      | Gagnant(s)                  | Perdant(s)                    | Score               |          |
|                                                            |               |      |              |                             |                               |                     |          |
| 2018 - 1er tour (groupe mondial) - Serbie - États-Unis 1:3 |               |      |              |                             |                               |                     |          |
| 1                                                          | 02-04/02/2018 | Niš  | Terre (int.) | Ryan Harrison Steve Johnson | Nikola Milojević Miljan Zekić | 63-7, 6-2, 7-5, 6-4 | Parcours |

## Classements ATP en fin de saison
| Année          | 2013 | 2014 | 2015 | 2016 | 2017 | 2018 | 2019 | 2020 | 2021 |
| Rang en simple | 760  | 375  | 280  | 211  | 158  | 171  | 155  | 138  | 138  |
| Rang en double | -    | -    | 819  | 826  | 324  | 310  | 725  | 828  | 916  |

Source : (en) Classements de Nikola Milojević sur le site officiel de la Fédération internationale de tennis